# Euerythra trimaculata
Euerythra trimaculata là một loài bướm đêm thuộc phân họ Arctiinae, họ Erebidae.